# Новые Каргалы
Новые Каргалы (баш. Яңы Ҡарғалы) — деревня в Бураевском районе Республики Башкортостан Российской Федерации. Входит в состав Ванышевского сельсовета.

## География

### Географическое положение
Расстояние до:
- районного центра (Бураево): 22 км,
- ближайшей ж/д станции (Янаул): 94 км.

## Население
| 2002 | 2009 | 2010 |
| ---- | ---- | ---- |
| 16   | ↘7   | ↘6   |

Согласно переписи 2002 года, преобладающая национальность — башкиры (100 %).